# Jurassic Park (NES)
Jurassic Park — видеоигра в жанре экшн, разработанная и выпущенная компанией Ocean в 1993 году на игровых консолях NES и Game Boy. Одновременно с ней была выпущена похожая версия для SNES.

## Геймплей
Сюжет игры приблизительно соответствует кинофильму «Парк юрского периода», хотя некоторые эпизоды заимствованы из одноимённого романа Майкла Крайтона. Главный герой — доктор Алан Грант. На каждом уровне он должен собрать определённое число яиц динозавров и выполнить ряд дополнительных заданий. Уровни разделены на части; собрав яйца в одной части, Грант получает пропуск в другую, ранее недоступную (здание, вольер).
Сбор яиц затруднён тем, что некоторые яйца, как и некоторые другие предметы и бонусы, спрятаны за деревьями, и игрок не может их увидеть.
Единственное оружие Гранта — базука, для которой существуют четыре вида снарядов. После уничтожения каждого динозавра на его месте остаётся то количество простых снарядов, которое необходимо для его убийства; таким образом, при точной стрельбе и постоянном сборе появляющихся снарядов боезапас становится практически бесконечным.

## Миссии
Задания:
- 1 уровень — открыть ворота в парк, спасти Тима от стада трицератопсов.
- 2 уровень — проплыть по реке, спасти Лекси от тираннозавра.
- 3 уровень — включить главный электрогенератор, включить компьютеры в правильной последовательности.
- 4 уровень — уничтожить три гнезда велоцирапторов, устроив завалы в пещерах с помощью динамита.
- 5 уровень — пройти на корабль, избежать стада трицератопсов, найти рацию на корабле, чтобы отправить сигнал о помощи.
- 6 уровень — дойти до вертолётной площадки.
- Финал — бой с тираннозавром в присутствии Тима и Лекси.

После прохождения игрок может увидеть имена авторов игры, ходя по участку с расставленными табличками, и внести своё имя на доску рекордов.

## Динозавры
В игре присутствуют следующие виды динозавров:
- Компсогнаты
- Велоцирапторы
- Дилофозавры
- Брахиозавры (неубиваемы, встречаются на 2-м уровне)
- Диметродоны (неубиваемы, встречаются на 3-м уровне)
- Стегозавры (неубиваемы, встречаются на 3-м уровне)
- Ихтиозавры (неубиваемы, встречаются на 5-м уровне)
- Трицератопсы (неубиваемы, встречаются на 1-м и 5-м уровнях)
- Тираннозавр (может быть убит только стрельбой в голову, когда опускает её к земле; встречается на 2-м уровне и в финале)

## Музыка
Музыка к игре написана Джонатаном Данном. В первом уровне игры звучит кавер-версия музыки из игры Comic Bakery для Commodore 64, оригинальная версия которой написана Мартином Галвеем. Оба этих композитора написали музыку ко многим популярным играм для Commodore 64.